# Syllis alternata
Syllis alternata é uma espécie de anelídeo pertencente à família Syllidae.
A autoridade científica da espécie é Moore, tendo sido descrita no ano de 1908.
Trata-se de uma espécie presente no território português, incluindo a sua zona económica exclusiva.